# ポルトガル鉄道9400形気動車
ポルトガル鉄道9400形気動車（ポルトガルてつどう9400がたきどうしゃ）は、かつてポルトガルの国有鉄道のポルトガル鉄道が所有していた鉄道車両。ユーゴスラビアから譲渡された気動車の機器や内装を更新した車両で、廃車後は他国への譲渡が行われた。

## 概要
ポルトガル鉄道が所有する鉄道路線のうち、軌間1,000 mm（メーターゲージ）の路線では、1980年以降ユーゴスラビア鉄道から譲渡された気動車が9700形という形式名で使用されていた。だが、営業運転開始後、ディーゼルエンジンや歯車式変速機の故障の頻発や走行時の振動の多発など多数の問題を抱えていた。そこで、1992年から1993年にかけて、9700形のうち3両編成を組んでいた合計18両（3両編成6本）の車両を対象に更新工事を実施した。これが9400形である。
改造にあたってはディーゼルエンジンや変速機が交換され、エンジンとしてボルボ製のTUD 101 GB（出力140kW）が各車に取り付けられ、変速機もフォイト製の液体式変速機に改められた。これにより性能が向上し、設計最高速度は51.04 km/hとなった。また内装にも改良が加えられ、中間車には17人分の1等座席が設けられた。これらの改造工事はポルトやギフォエンスにある工場で実施された。
車両番号については、先頭車が0番台（9401 - 9406）および10番台（9411 - 9416）、中間車は20番台（9421 - 9426）となっていた。

## 運用・譲渡
改造を実施した車両はヴォウガ線で使用され、「アラン（Allan）」こと9300形気動車を置き換えた。だが、より車齢が短いメーターゲージ用車両である9630形気動車がヴォウガ線へ転属する事となり、2003年までに営業運転から退き、以降数年にわたって車庫へ留置される状態が続いた。

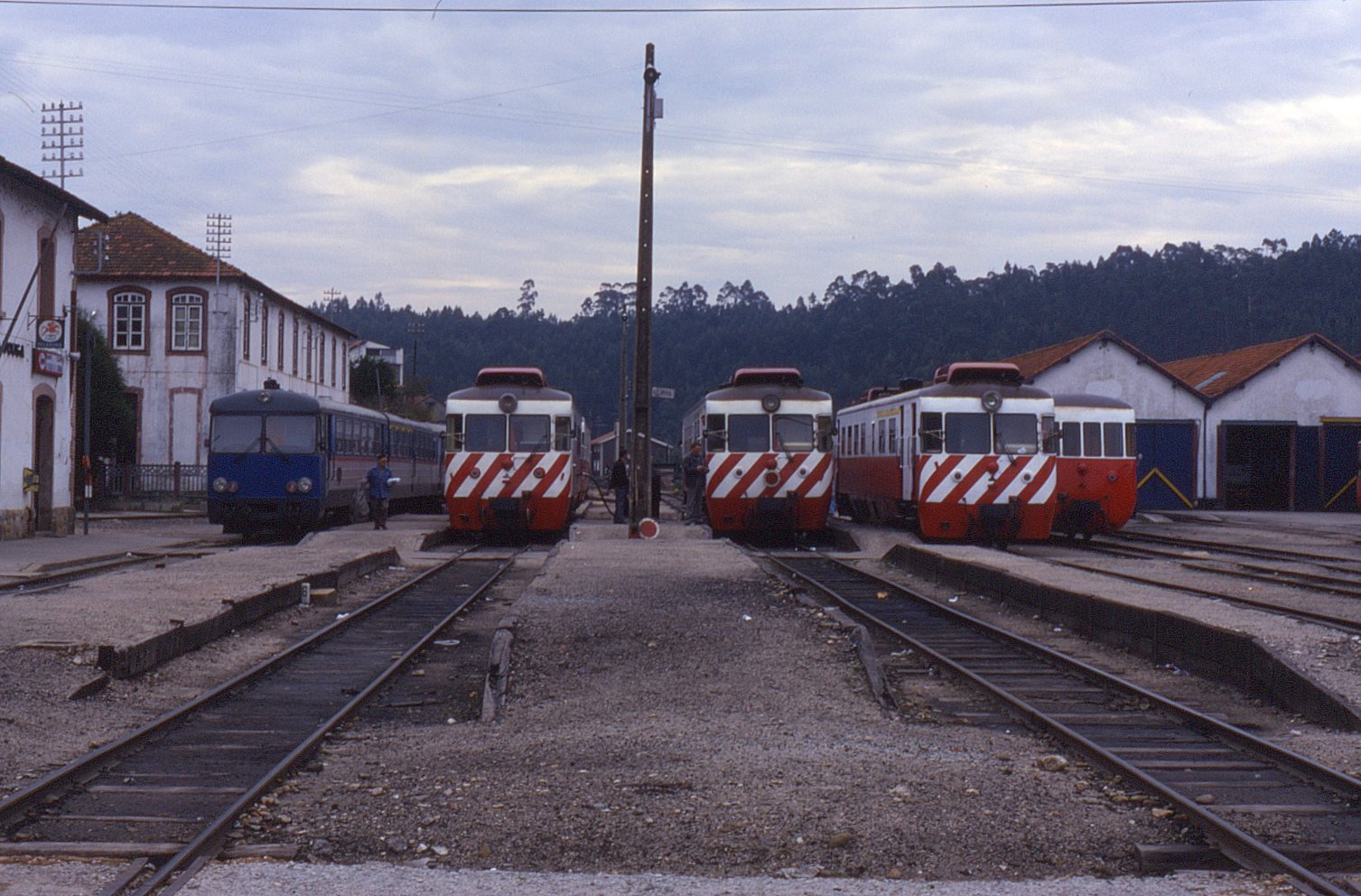
9400形（左）は9300形（中央の3両）を置き換えた（1993年撮影）

その後、2006年にポルトガル鉄道とペルーで鉄道を運営するペルーレールの間で9400形を譲受する契約が交わされ、同年に9両（3両編成3本）がペルーへ譲渡された。これらの車両は塗装の変更に加えてエンジンの排気の通過位置の変更、天窓設置を始めとした中間車のグレードアップ改造、そして軌間914 mmへの対応工事を経て、クスコからオリャンタイタンボやマチュ・ピチュへ向かう路線で使用されている。また、運用に際しては車両番号の変更が行われている他、各車両にはインカ帝国に関連した人物の名前が付けられている。

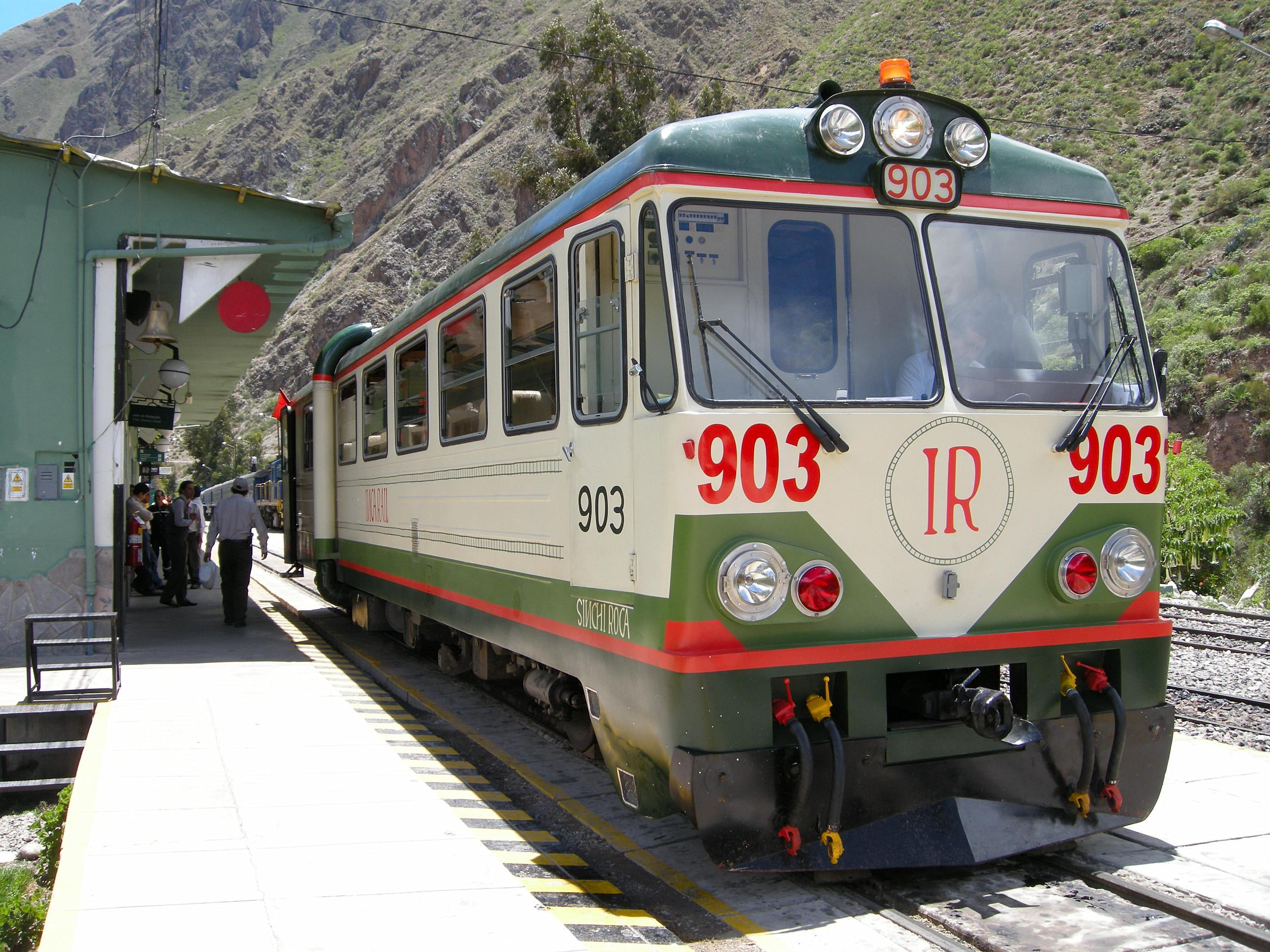
ペルーへ譲渡された車両（2009年撮影）
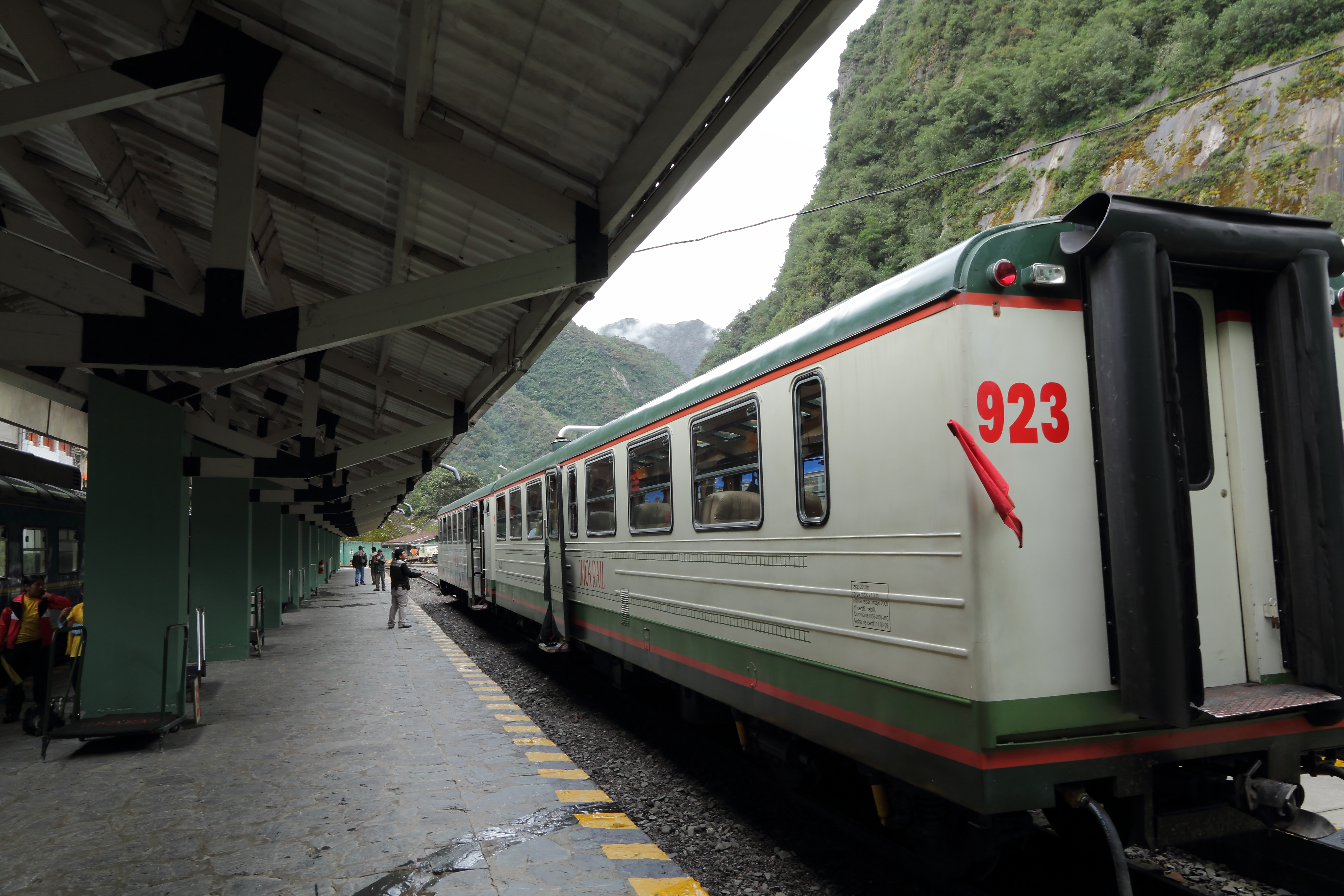
マチュ・ピチュ駅に停車する列車（2013年撮影）
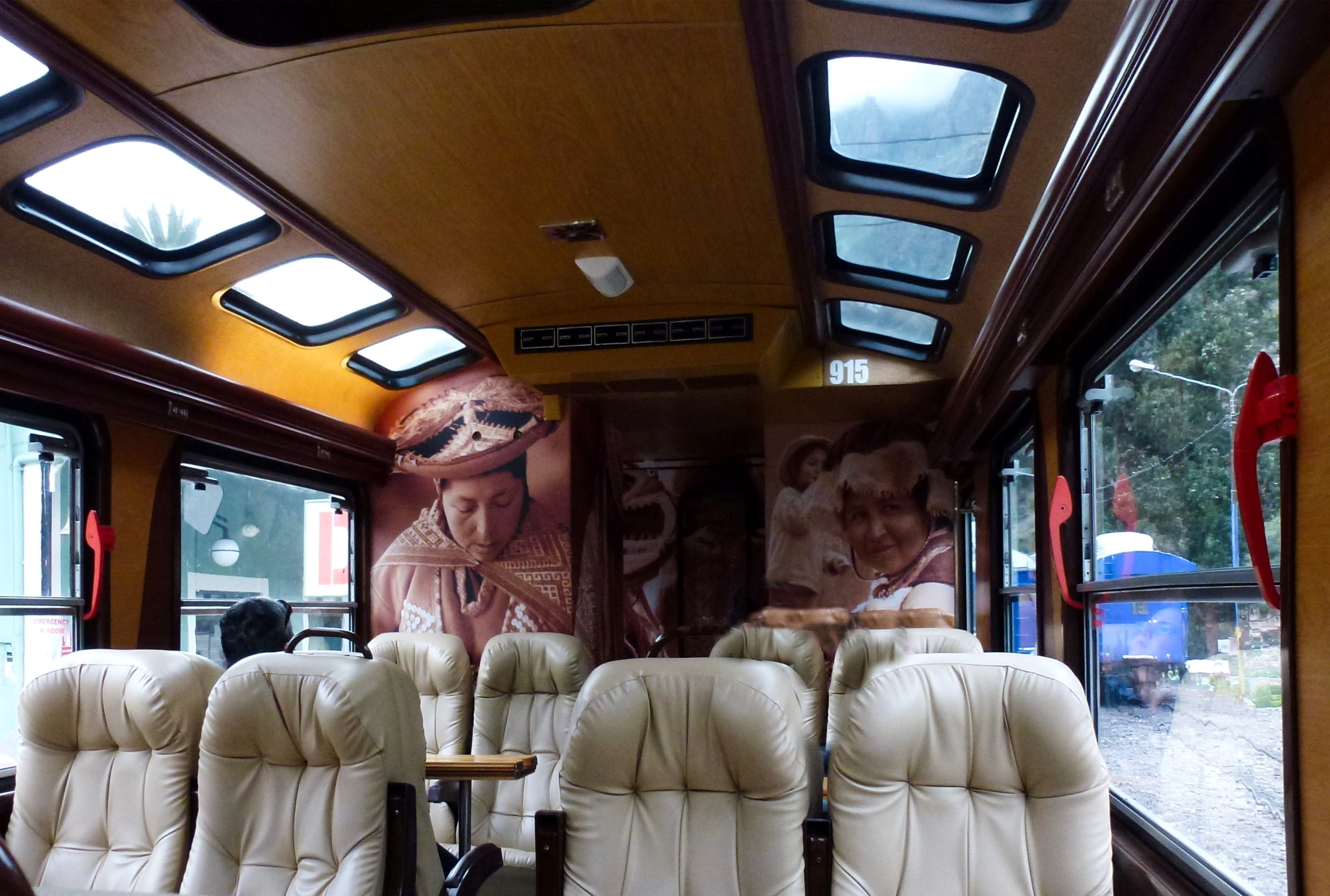
豪華な内装となった中間車の車内（2011年撮影）

一方、残りの9両（3両編成3本）についてもモザンビークの鉄道へ譲渡される事となり、軌間1,067 mmへの対応工事を経て、2009年以降首都・マプトと西部のマトラを結ぶ区間で使用されている。

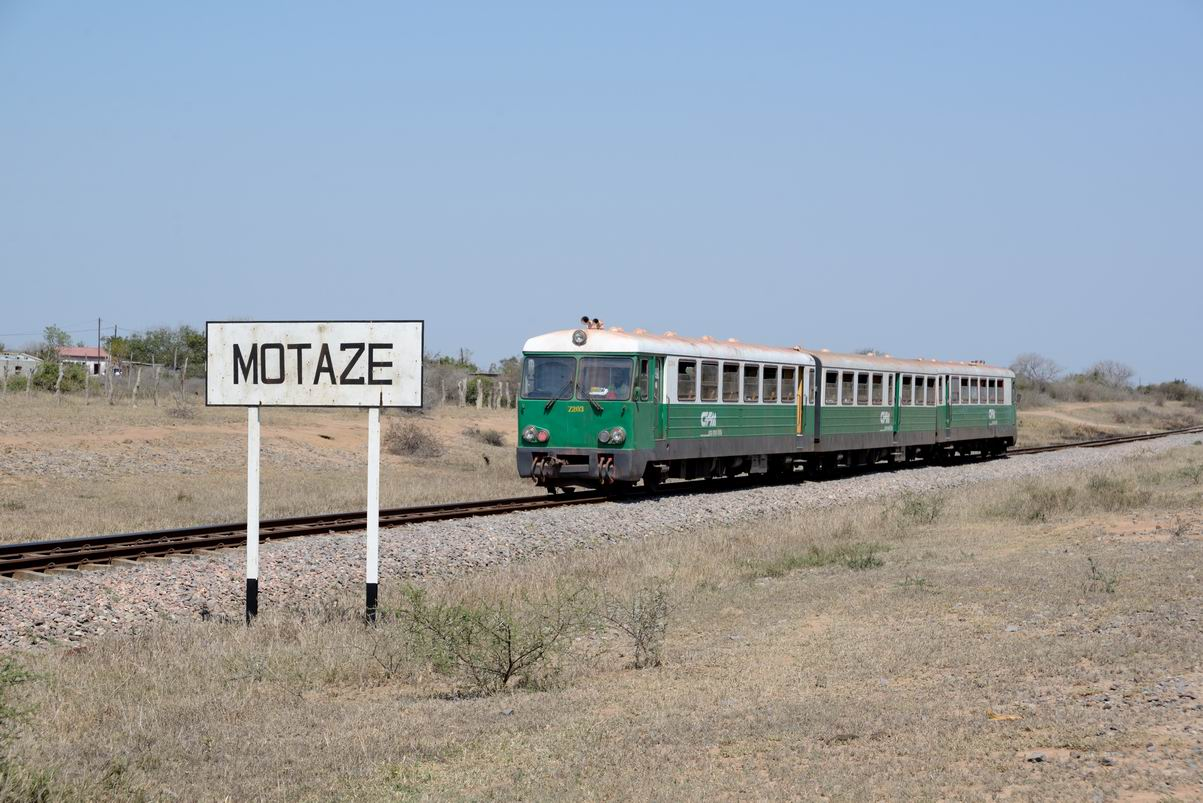
モザンビークで使用されている車両（2013年撮影）

## 参考資料
Carlos Loução (March 2017). “A frota de “Donas Xepa””. Trainspotter (Portugal Ferroviário) (79):  16-25 2024年12月4日閲覧。.